# Chi sta bussando alla mia porta
Chi sta bussando alla mia porta (Who's That Knocking at My Door) è un film del 1967 scritto e diretto da Martin Scorsese.

## Trama
Nella Little Italy di New York i tre amici italoamericani: J.R. (detto Charlie), Joey e Sally (detto Gagà) trascorrono le loro giornate tra i bar e le prostitute.
Un giorno, casualmente, J.R. incontra Katy e di lì a poco se ne innamora. Il sentimento è corrisposto, tanto che, la ragazza, sarebbe disposta a concederglisi, cosa che lui rifiuta energicamente.
J.R. è cattolico convinto. La situazione precipita quando Katy gli racconta di essere stata violentata dal suo ex. J.R. va su tutte le furie e se la prende con lei. Dopo una tremenda lite, il ragazzo corre in chiesa a raccontare la cosa al proprio confessore. Sa benissimo che dovrebbe vincere una severità ingiusta; ma non ci riesce. Il matrimonio fra Charlie e Katy non si ha da celebrare.

## Produzione
Chi sta bussando alla mia porta? è stato girato nel corso di diversi anni, subendo molti cambiamenti e nomi differenti. Il film ha avuto inizio nel 1965 come cortometraggio su J.R. e il suo vagabondare con i suoi amici intitolato Bring On the Dancing Girls. Nel 1967, nella trama viene inserito il personaggio "la ragazza" interpretato da Zina Bethune, e il titolo viene cambiato con I Call First. Infine, nel 1968 dietro consiglio del produttore, aggiunge una sequenza erotica per fini di marketing, che ha per commento musicale parte della canzone The End dei Doors.